# راه (بازی ویدئویی)
راه یا پث (به انگلیسی: The Path) یک بازی هنری در سبک وحشت روان‌شناختی توسعه‌یافته توسط تیل آو تیلز می‌باشد که در ۱۸ مارس سال ۲۰۰۹ با زبان‌های انگلیسی و هلندی برای سیستم‌عامل مایکروسافت ویندوز منتشر گردید، و سپس توسط ترنس‌گیمینگ برای مک‌اواس‌اکس پورت شد.
این بازی از نسخه‌های مختلف افسانهٔ شنل‌قرمزی و الگوها و نمادهای فولکلور الهام گرفته‌است، اما داستانش در دنیای مدرن و امروزی اتفاق می‌افتد. در این بازی، بازیکن می‌تواند یکی از شش خواهر مختلف را انتخاب و کنترل کند. مادر هر یک از این خواهران آن‌ها را به‌تنهایی به مأموریتی می‌فرستد تا به دیدن مادربزرگ بیمارشان بروند. بازیکن می‌تواند انتخاب کند که در مسیر اصلی بماند یا اینکه تصمیم بگیرد که از مسیر خارج شود، جایی که گرگ‌ها در حال کمین هستند و در انتظار فرصت برای حمله‌اند.

## گیم‌پلی

تصویری از شخصیت رز در مسیر اصلی بازی که در میان جنگل احاطه شده‌است، دختر سفیدپوش در دوردست قابل مشاهده می‌باشد.

به گفتهٔ توسعه‌دهنده، این بازی قرار نیست به شکل سنتی انجام شود، چرا که هیچ راهبرد مشخصی برای پیروزی در بازی وجود ندارد. در واقع، بخش زیادی از گیم‌پلی بر پایهٔ خروج بازیکن از مسیر اصلی طراحی شده‌است تا خواهران با موقعیت‌هایی روبه‌رو شوند که تجربهٔ آن‌ها برای درک هدف بازی از سوی شخصیت‌ها (و بازیکن) ضروری است. حتی روایت داستانی بازی نیز مانند بازی‌های معمول نیست. همان‌طور که توسعه‌دهنده توضیح داده‌است «ما داستان‌را به شیوه‌ای که در سنت معمول است تعریف نمی‌کنیم. به این معنا که داستانی داریم و قصد داریم آن‌را با شما به اشتراک بگذاریم. کار ما بیشتر در مورد کشف پتانسیل‌های روایتی یک موقعیت است. ما تنها موقعیت‌را خلق می‌کنیم. داستان واقعی از طریق بازی کردن شکل می‌گیرد، بخشی در خود بازی و بخشی در ذهن بازیکن.»

## شخصیت‌ها
- رابین کوچک‌ترین خواهر است و نسخه‌ای سنتی‌تر از شنل قرمزی به‌شمار می‌رود. او ۹ ساله است.
- رز ۱۱ ساله است.
- جینجر ۱۳ ساله است.
- روبی ۱۵ ساله است.
- کارمن ۱۷ ساله است.
- اسکارلت ۱۹ ساله است.
- دختر سفیدپوش دختری مرموز است که بازیکن می‌تواند او را در صورتی که به اعماق جنگل برود ببیند.